# نو دة بام
نو دة بام (بالفارسية: نوده بام) هي قرية تقع في خراسان شمالي في إيران. يقدر عدد سكانها بـ 825 نسمة بحسب إحصاء 2016.